# Хомицевич, Дмитрий Валерьевич
Дми́трий Вале́рьевич Хомице́вич (род. 18 октября 1985, Каменск-Уральский, Свердловская область, СССР) — российский гонщик, выступающий в мотогонках на льду. Мастер спорта России международного класса. Девятикратный чемпион мира в командном зачёте, чемпион мира в личном зачёте, многократный чемпион и призёр чемпионатов России.

## Биография
Родился в 1985 году в Каменске-Уральском, отец Валерий Николаевич Хомицевич – мастер спорта СССР по мотокроссу и заслуженный тренер России; старший брат Виталий – чемпион мира по мотогонкам на льду. 
Вслед за старшим братом с 2003 года стал заниматься мотогонками на льду: тренировался вместе с ним и помогал в качестве механика. В результате уже в следующем сезоне 2004 года молодой гонщик добился значительных результатов: стал четвёртым в личном чемпионате России, вторым в Кубке России и на чемпионате Европы. В 2005 году дебютировал в Личном чемпионате мира, став девятым.
В 2006 году пропускал международные соревнования, так как принимал участие во внутрироссийских соревнованиях, организованных НРМФ, а не МФР. 
В 2007 году вернулся на международную арену, став чемпионом Европы, а в 2008 году – вице-чемпионом мира, уступив лишь многократному чемпиону Николаю Красникову. Является одним из самых успешных мотогонщиков на льду последнего времени, 7 раз за последние девять (2008-2016) лет оказываясь на пьедестале личного чемпионата мира. В составе сборной России шесть раз выигрывал командный чемпионат мира (2010, 2011, 2012, 2015, 2016, 2017).
В Командном чемпионате России изначально выступал за команду «Юность»  (тж. СУАЛ-ТНК-СКА ПУрВО) и дважды становился серебряным призёром КЧР: в 2005 и 2007 году. В 2008 году вместе со старшим братом Виталием, а также с братьями Ивановыми перешёл в новосозданную тольяттинскую «Мега-Ладу», с которой в 2008 году выиграл высшую лигу, а в 2010-2013 гг. – и Суперлигу, после чего по году выступал за клубы из Самары (2014), Благовещенска (2015) и (Москвы) (2016). В 2011 году выиграл также личный чемпионат страны.
В 2016 году дебютировал в чемпионате Швеции в составе клуба Stromsunds MC.
В 2016 году впервые завоевал звание чемпиона мира в личном зачёте.
В 2017 году вернулся в команду Каменск-Уральского в КЧР, с которой выиграл чемпионат страны.
Принимал также участие в классическом спидвее, став в 2006 году 15-м в ЛЧРЮ и 4-м в КЧРЮ в составе "Востока".

### Мировая серия Гран-При
| Сезон | 1              | 2              | 3               | 4              | 5           | 6           | 7          | 8          | 9           | 10          | Место | Очки |
| ----- | -------------- | -------------- | --------------- | -------------- | ----------- | ----------- | ---------- | ---------- | ----------- | ----------- | ----- | ---- |
| 2005  | Саранск 6      | Саранск 10     | Ассен 9         | Ассен 20       | Берлин 12   | Берлин 3    |            |            |             |             | 9     | 60   |
| 2008  | Саранск 13     | Саранск 20     | Ассен 20        | Ассен 14       | Берлин 25   | Берлин 25   |            |            |             |             | 2     | 117  |
| 2009  | Красногорск 12 | Красногорск 12 | Уфа 12          | Уфа 18         | Берлин 10   | Берлин 12   | Ассен 16   | Ассен 16   |             |             | 5     | 108  |
| 2010  | Тольятти 18    | Тольятти 16    | Саранск 18      | Саранск 14     | Инсбрук 20  | Ассен 16    | Ассен 14   | Берлин 20  | Берлин 16   |             | 3     | 152  |
| 2011  | Красногорск 18 | Красногорск 14 | Тольятти 20     | Тольятти 25    | Ассен 16    | Ассен 20    | Инцель 14  | Инцель 18  |             |             | 4     | 145  |
| 2012  | Красногорск 15 | Красногорск 14 | Уфа 18          | Уфа 18         | Ассен 20    | Ассен 13    | Уппсала 19 | Уппсала 17 |             |             | 3     | 134  |
| 2013  | Красногорск 17 | Красногорск 18 | Тольятти 16     | Тольятти 12    | Ассен 16    | Ассен 14    | Инцелль 17 | Инцель 16  | Уппсала 20  | Уппсала 16  | 3     | 162  |
| 2014  | Красногорск 15 | Красногорск 19 | Благовещенск 14 | Благовещенск 8 | Ассен 18    | Ассен 16    | Инцелль 17 | Инцель 19  |             |             | 3     | 126  |
| 2015  | Красногорск 14 | Красногорск 15 | Тольятти 12     | Тольятти 16    | Алма-Ата 15 | Алма-Ата 13 | Ассен 18   | Ассен 16   | Инцелль 15  | Инцелль 17  | 3     | 151  |
| 2016  | Красногорск 14 | Красногорск 16 | Алма-Ата 16     | Алма-Ата 14    | Берлин 20   | Берлин 18   | Ассен 21   | Ассен 19   | Инцелль 17  | Инцелль 19  | 1     | 174  |
| 2017  | Тольятти 18    | Тольятти 18    | Шадринск 14     | Шадринск 16    | Алма-Ата 13 | Алма-Ата 15 | Берлин 11  | Берлин 17  | Херенвен 16 | Херенвен 16 | 3     | 154  |
| 2018  | Астана 15      | Астана 11      | Тольятти 18     | Тольятти 16    | Берлин 18   | Берлин 14   | Инцелль 17 | Инцелль 19 | Херенвен 16 | Херенвен 10 | 3     | 154  |

| По версии МФР: - Чемпионат России по мотогонкам на льду: в личном зачёте — 1 место (2011, 2020), 2 место (2010), 3 место (2012, 2015, 2016, 2017, 2018, 2019) в командном зачёте — 1 место (2010, 2011, 2012, 2013, 2017), 2 место (2005, 2007, 2009, 2016), 3 место (2014, 2015) - Кубок России — 2 место (2004) По версии НРМФ: Личный чемпионат России по спидвею на льду среди юниоров — 1 место (2006) Командный чемпионат России по спидвею на льду — 1 место (2006) | ЛЧМ —1 место (2016), 2 место (2008), 3 место (2010, 2012, 2013, 2014, 2015, 2017, 2018), 4 место (2011), 5 место (2009), 9 место (2005) КЧМ — 1 место (2010, 2011, 2012, 2015, 2016, 2017) ЛЧЕ — 1 место (2007), 2 место (2004) Кубок Ролофа Тайса (Ассен) — 1 место (2004, 2007) |  |